# زاکاری (لوئیزیانا)
زاکاری (به انگلیسی: Zachary) شهری در ایالت لوئیزیانا کشور ایالات متحده آمریکا است که جمعیت آن در سرشماری سال ۲۰۱۰ میلادی، ۱۴٬۹۶۰ نفر بوده‌است.